# Kabupaten des Moluques du Sud-Est occidentales
Pour les articles homonymes, voir Moluques (homonymie).
Le kabupaten des Moluques du Sud-Est occidentales, en indonésien Kabupaten Maluku Tenggara Barat, est un kabupaten de la province indonésienne des Moluques. Son chef-lieu est Saumlaki.

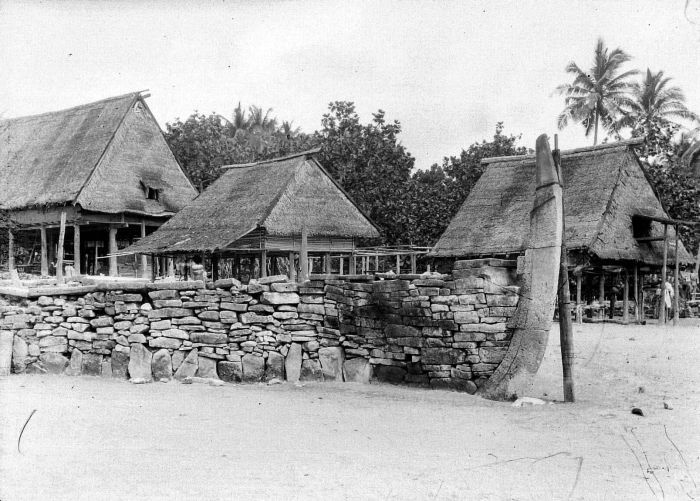
Image de l'époque coloniale de Yamdena

Il a été créé en 2000 par séparation de celui des Moluques du Sud-Est.

## Subdivisions administratives

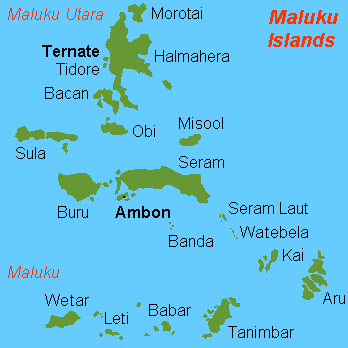
Les Moluques du Sud-Est occidentales en Indonésie orientale.

Le kabupaten est constitué de districts :
En 2008, les Moluques du Sud-Est occidentales ont été divisées en deux pour créer le nouveau le kabupaten des Moluques du Sud-Ouest.

## Géographie
Le kabupaten est situé entre les latitudes 6° et 8° sud et entre les longitudes 126° et 132° est. Il est bordé par :
- au nord, la mer de Banda ;
- à l’est, la mer d'Arafura ;
- au sud, la mer de Timor et l’océan Pacifique ;
- à l’ouest, la mer de Flores.

Il est principalement constitué par les îles Tanimbar.
La superficie de ses terres émergées est de 15 033 km² mais en raison de son extension maritime, la superficie totale du kabupaten est de 125 422 km². La mer en représente donc 88,4 %.